# Peter Blake (Künstler)

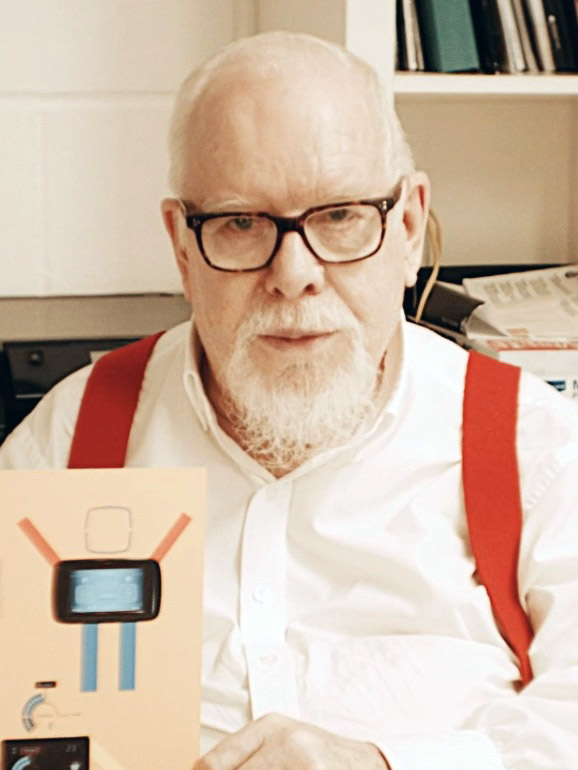
Peter Blake, 2016

Sir Peter Blake, CBE RA (* 25. Juni 1932 in Dartford, Kent) ist ein britischer Künstler.

## Leben
Peter Blake studierte von 1946 bis 1951 am Gravesend Technical College and School of Art und von 1951 bis 1956 am Royal College of Art in London, wohin er auch als Lehrer von 1964 bis 1976 zurückkehrte. Sein Schüler Ian Dury widmete ihm später den Song Peter the Painter. Nach seiner ersten Ehe war er mit Chrissy Blake verheiratet. Zum Bekanntenkreis des Paares gehört der Musiker Paul McCartney, den Blake über Robert Fraser 1966 kennengelernt hat.

## Werk
Blake wurde in den späten 1950er Jahren einer der bekanntesten Künstler der Pop Art. Themen seines Schaffens sind Idole der Popkultur, die Welt des Zirkus mit ihren Wrestlern und die dazugehörenden Veranstaltungsplakate, Comics und Postkarten. Seine Techniken sind die Collage und Assemblage sowie deren Imitation in gemalter Form.
Sein bekanntestes Werk ist die Konzeption des Schallplattencovers des Beatles-Albums Sgt. Pepper’s Lonely Hearts Club Band von 1967, das er zusammen mit seiner damaligen Frau Jann Haworth, einer amerikanischen Künstlerin, dem Galeristen Robert Fraser, dem Fotografen Michael Cooper und Al Vandenberg entwickelte.
Im Jahr 1975 war er Mitbegründer der Künstlergemeinschaft Brotherhood of Ruralists, als er durch die ländliche Umgebung seines Wohnsitzes in Wellow neue künstlerische Impulse erhielt und sich der Landschaftsmalerei in realistischen Maltechniken zuwendete. 2004 gestaltete Blake in Zusammenarbeit mit Eric Clapton das Clapton-Album Me And Mr Johnson.

## Nachweise
1. ↑  Beatrice Hodgkin (Interview): Peter Blake: ‘I have mixed feelings about Sgt Pepper’. The legendary pop artist opens his black book of style. In: Financial Times. 23. Februar 2004, abgerufen am 1. August 2025 (englisch).
2. ↑  Paul McCartney: The Lyrics: 1956 to Present. W. W. Norton & Company, New York 2021; deutsch: Lyrics. 1956 bis heute. Hrsg. mit einer Einleitung von Paul Muldoon. Aus dem Englischen übersetzt von Conny Lösche. C. H. Beck, München 2021, ISBN 978-3-406-77650-2, S. 453–455.
3. ↑  Jenni Zylka: Künstler Peter Blake über Pop-Art: „Meine Kunst war nie politisch“. In: Die Tageszeitung: taz. 10. Februar 2019, ISSN 0931-9085 (taz.de [abgerufen am 10. Februar 2019]).
4. ↑  https://bookofsaturday.files.wordpress.com/2010/12/5167.jpg

| Personendaten    | Personendaten       |
| ---------------- | ------------------- |
| NAME             | Blake, Peter        |
| KURZBESCHREIBUNG | britischer Künstler |
| GEBURTSDATUM     | 25. Juni 1932       |
| GEBURTSORT       | Dartford, Kent      |